# Kamara's Tree
Kamara's Tree es una película nigeriana de comedia dramática de 2013, dirigida por Desmond Elliot. Esta protagonizada por Desmond Elliot, Lydia Forson, Ivie Okujaye, Tessy Abubakar, Bobby Obodo, Ginnefine Kanu, Morris K Sesay y Dabota Lawson. Fue ambientada y filmada en Freetown, Sierra Leona.

## Sinopsis
Una familia se reúne para la boda de uno de sus miembros, a quien el resto no ve desde hace muchos años.

## Elenco
- Desmond Elliot como Tejan Kamara
- Tessy Abubakar como Tenneth Kamara
- Bobby Obodo como Nouhou Kamara
- Ginnefine Kanu como Selina Kamara
- Morris K Sesay como Abdul Kamara
- Lydia Forson
- Ivie Okujaye como Vero Kamara
- Dabota Lawson
- Julius Spencer

## Lanzamiento
El 17 de diciembre de 2012 se lanzó un avance de la película. Se estrenó en VOD y televisión en febrero de 2014, a través de IROKOtv y Africa Magic, respectivamente.